# 鍬田
鍬田（くわだ）は、茨城県桜川市の地名。

## 地区割
鍬田地区内は2つに区分される

### 本田
大字鍬田の北西部､桜川以北。小栗街道沿いに位置し､富岡集落に連続している。

### 新橋

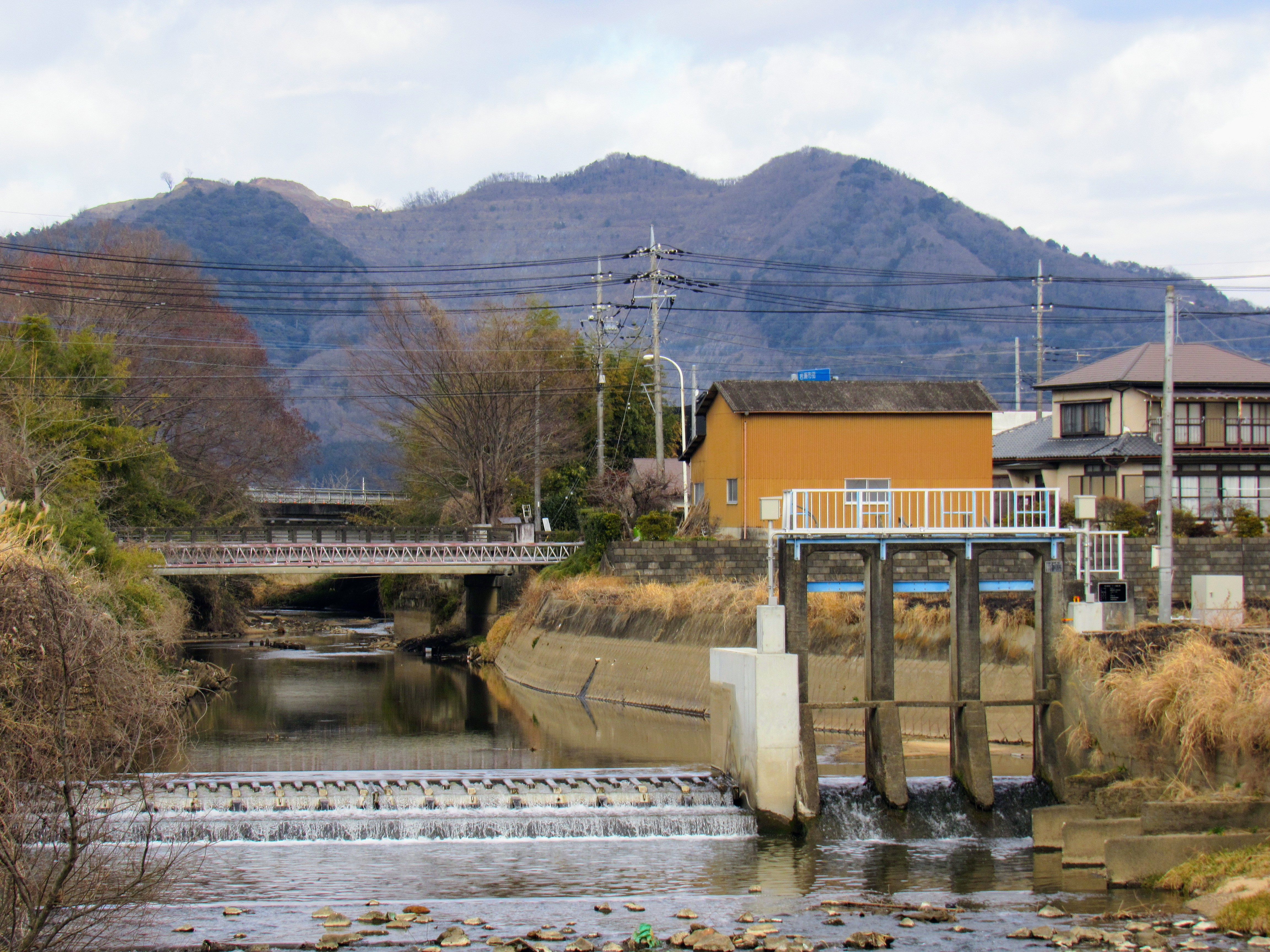
新橋(写真奥)

大字鍬田の南東部､桜川以南。結城街道沿いに位置し､桜川にかかる橋(新橋)から名が取られた。岩瀬市街地の一部に組み込まれており、桜川市立岩瀬小学校、桜川警察署岩瀬交番、鍬田団地、岩瀬保健センターが位置する。

## 歴史
- 文禄3年︰西那珂郡に属する
- 元禄15年︰茨城郡に属する
- 明治22年（1889年）4月1日︰町村制の施行により周辺13箇村と合併して西那珂村となる。
- 昭和30年（1955年）︰岩瀬町、北那珂村、東那珂村が合併し岩瀬町となる。三那珂合併と呼ばれる。
- 平成17年（2005年）︰新設合併で桜川市となり、現在に至る。

## 世帯数と人口
2022年（令和4年）4月1日現在の世帯数と人口は以下の通り。
| 大字・丁目 | 世帯数  | 人口  |
| ---------- | ------- | ----- |
| 鍬田本田   | 24世帯  | 64人  |
| 新橋       | 327世帯 | 845人 |
| 計         | 351世帯 | 909人 |

## 小・中学校の学区
市立小・中学校に通う場合、全域が桜川市立岩瀬小学校、桜川市立岩瀬西中学校の学区となる。

## 交通

### 鉄道
- JR東日本水戸線　岩瀬駅

### バス
- 桜川市バス「ヤマザクラGO」

### 道路
- 国道50号線
  - 岩瀬バイパス
- 茨城県道・栃木県道41号つくば益子線
  - 犬田バイパス

## 施設・名所
- 桜川市立岩瀬小学校
- 桜川警察署岩瀬交番
- 桜川市岩瀬保健センター
- 鍬田団地

### 神社
- 鍬田神社